# Chroodiscus
Chroodiscus es un género de hongo liquenizado de la familia Graphidaceae.